# MWC 314
MWC 314, també coneguda com a BD+14º3887 o V1429 Aql és un estel hipergegant situat a la constel·lació de l'Àguila. Encara que siga una dels estels més lluminosos de la Via Làctia, és massa feble per ser vista a ull nu a causa de la pols interestel·lar que existeix entre ella i nosaltres i que l'atenua notablement i necessita d'un telescopi per a la seva observació. El seu tipus espectral és B0 i és una candidata a variable lluminosa blava (LBV); la seva distància ha estat estimada entre 3 i 4'3 kiloparsecs, i la seva lluminositat és de més d'1 milió de vegades la del Sol en el primer cas, amb una massa de 80 masses solars, i més de 3 milions de vegades la d'aquest astre en el segon.
Un estudi recent mostra també que és una estrella Be i a més doble; un altre mostra que està envoltada per una gran nebulositat d'aspecte bipolar.

## Altres referències
- Extended shells around Be stars. Implications for Be star evolution